# Quattro con

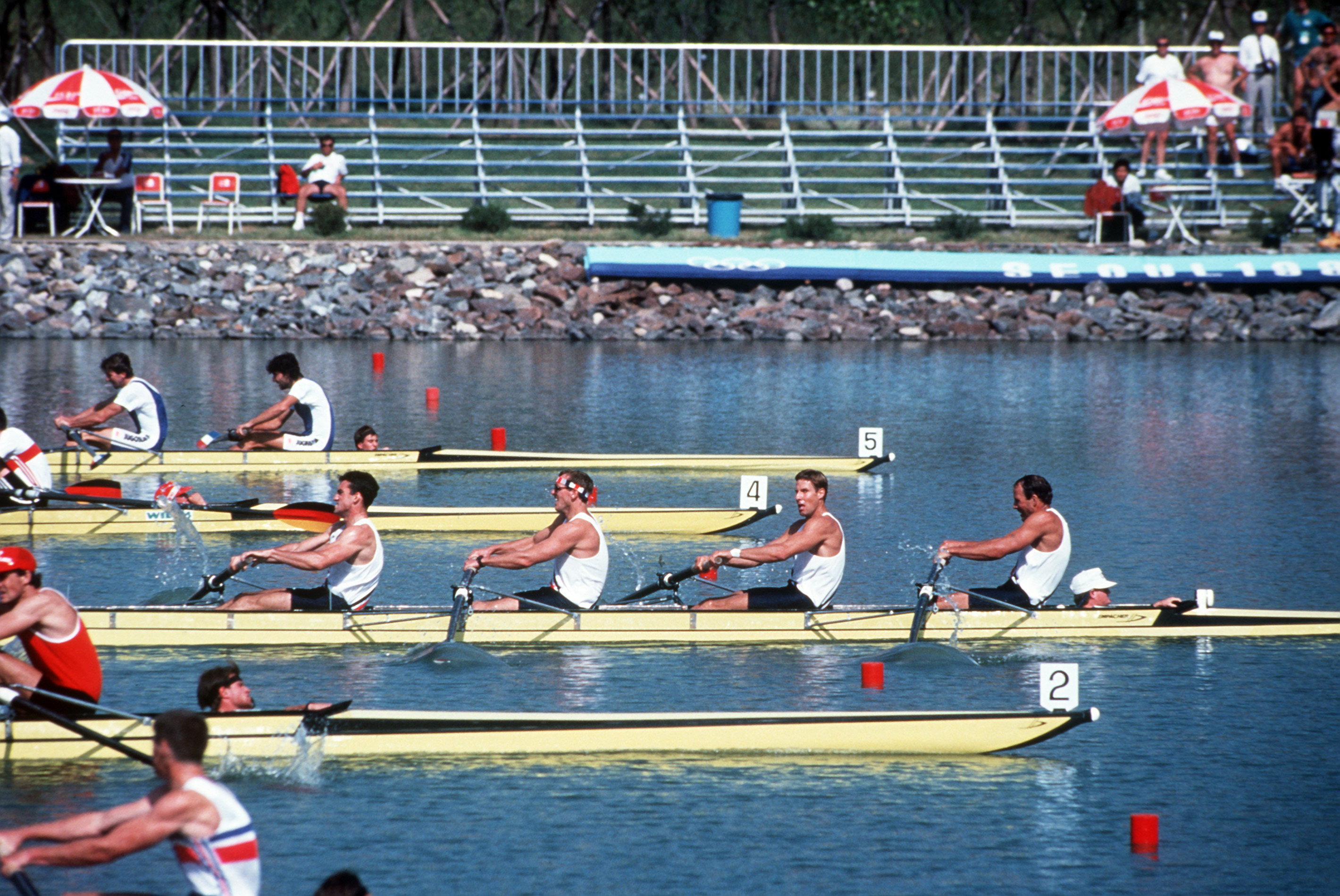
La partenza di una gara di quattro con ai Giochi olimpici di

Il quattro con, abbreviato 4+, è un'imbarcazione con cui si pratica lo sport del canottaggio.

## Descrizione

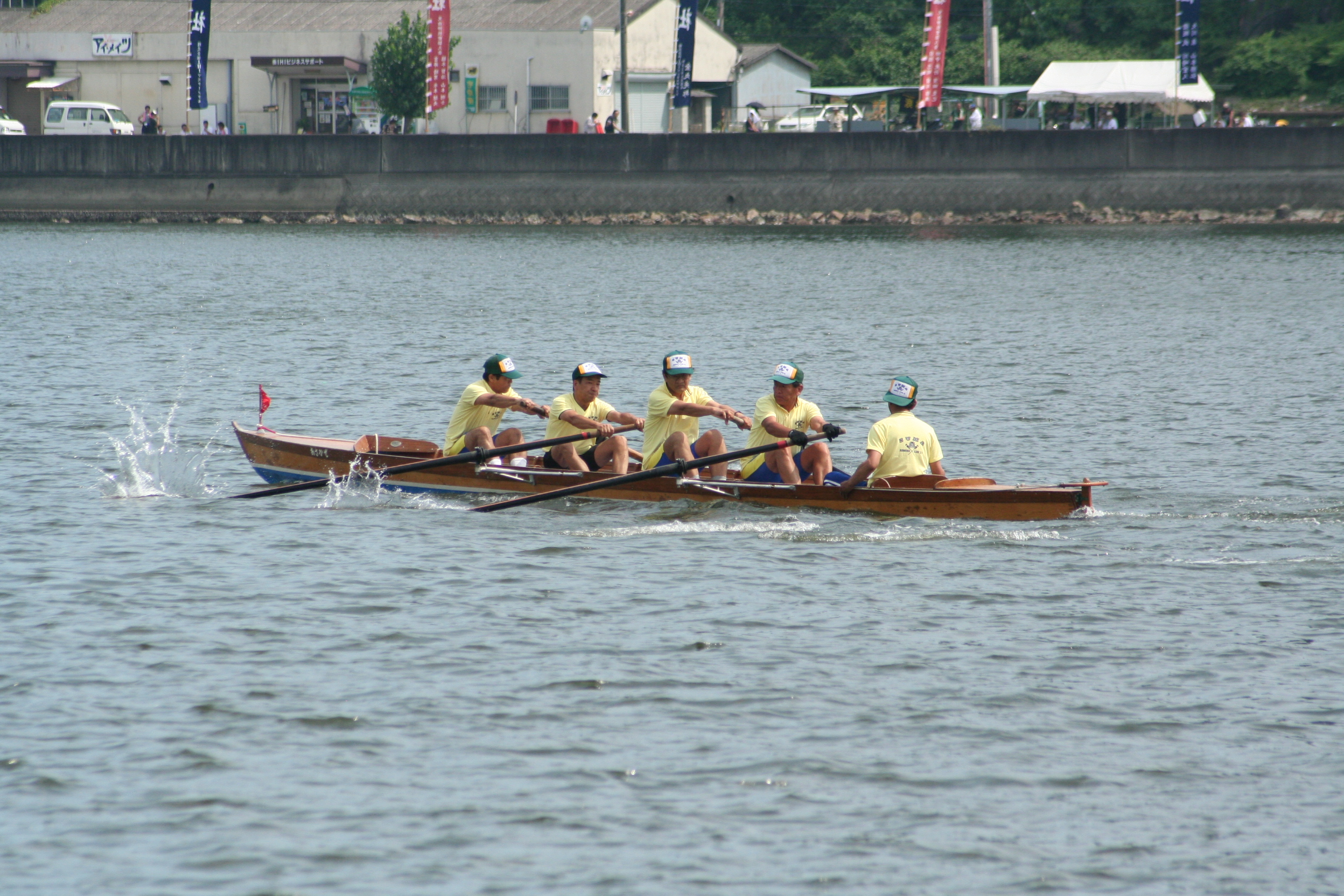
Un equipaggio di quattro con, con il timoniere posizionato a poppa

Nel quattro con timoniere (ove la parola "timoniere" è sottintesa), il capovoga può essere posizionato di fronte al timoniere (a poppa) e gli altri rematori, occupano le posizioni, due, tre e quattro. Tuttavia, nelle competizioni internazionali, ormai la posizione del timoniere è quasi sempre nella prua dell'imbarcazione (spalle al capovoga), come non era in passato, il posizionamento del timoniere a poppa è tuttora preferito per gli equipaggi dell'otto con.